# Paschalis
Paschalis – imię męskie pochodzenia greckiego, następnie łacińskiego, oznaczającego Wielkanoc. Wywodzi się od aramejskiego, słowa „pascha” lub też hebrajskiego Pesach oznaczającego żydowskie święto wyjścia, upamiętniające opuszczenie Egiptu i początek drogi do Ziemi Obiecanej, także przypadającego w znaną już wcześniej Paschę. Paschalis jest polskim odpowiednikiem francuskiego imienia Pascal.
Paschalis imieniny obchodzi 11 lutego i 17 maja.
Żeńskim odpowiednikiem imienia jest Paschalina.
Znani ludzie noszący imię Paschalis:
- papieże:
  - Paschalis I
  - Paschalis II
  - Paschalis III, antypapież
- święci:
  - Paschalis Baylón – święty Kościoła katolickiego
- błogosławieni:
  - Paschalis Torres Lloret – hiszpański działacz Akcji Katolickiej, męczennik
  - Paschalis Penadés Jornet – hiszpański ksiądz, męczennik
- artyści:
  - Pascal Elbé – francuski aktor i scenarzysta filmowy
  - Pascal Quignard – francuski pisarz, eseista i tłumacz
- politycy:
  - Pascal Couchepin – szwajcarski polityk
  - Pascal Lamy – francuski polityk
  - Pascal Yoadimnadji – premier Czadu w latach 2005–2007
- sportowcy:
  - Pascal Bodmer – niemiecki skoczek narciarski
  - Pascal Charbonneau – kanadyjski szachista
  - Pascal Chimbonda – francuski piłkarz
  - Pascal Cygan – francuski piłkarz
  - Pascal Feindouno – gwinejski piłkarz
  - Pascal Hens – niemiecki piłkarz ręczny
  - Pascal Ojigwe – nigeryjski piłkarz
  - Pascal Richard – szwajcarski kolarz szosowy
  - Pascal Zuberbühler – szwajcarski piłkarz
- Pascal Cotte – francuski inżynier techniki fotograficznej
- Pascal Brodnicki – gospodarz programu Pascal: Po prostu gotuj!
- Jakub Paschalis Jakubowicz – polski kupiec, działacz społeczny i organizator przemysłu, pochodzenia ormiańskiego, z przełomu XVIII i XIX w.

Znane osoby fikcyjne noszące to imię:
- Paschalis Tuleja – kamerdyner rodziny Pobogów, który uparcie dąży do odnalezienia zaginionego testamentu swego pana Hieronima Poboga, świadek  jego ostatniej woli; jeden z bohaterów powieści Dziedzictwo, Heleny Mniszkówny[4].